# Языческие восстания в Польше
Язы́ческие восста́ния в По́льше (язы́ческая реа́кция; пол. Reakcja pogańska) — историческое название событий, происходивших при раннепястовской монархии в 30-е годы XI века, кульминацией которых стало восстание 1037 года, направленное против усиления княжеских прав и насильственной христианизации. Из немногочисленных записей об этих событиях в хрониках, можно сделать вывод, что восстание было вызвано как религиозными, так и экономическими причинами.

## История
Усиление власти Болеслава Храброго, его многочисленные походы и административные решения наложили значительные нагрузки на общество. Мешко II, пожиная плоды политики своего отца, продолжал его способ осуществления власти. Дани и реформы налогообложения, могли быть связаны одинаково как с политикою Пястов, так и с развитием и стабилизацией структуры церкви.
Языческое восстание основывалось на союзе Мешко II с лютичами (язычниками, обитающими по Лабе) против немецкого императора Конрада II. Этот союз позволил дать отпор атакам Конрада II в 1029 году и даже организовать победный ответный поход в 1030 году на Саксонию. Это послужило причиной критики Мешко императорским окружением, его даже объявили псевдохристианином. В 1031 году, когда на западной границе Мешко оборонялся от очередной атаки Конрада II, на восточную территорию двинулись от имени Безприма русские князья Ярослав Мудрый и Мстислав. В 1032 году Мешко II отомстил Конраду тем, что уменьшил торговые связи Польши с христианской империей.
Во время борьбы Мешко II с Безпримом, бунт распространился на значительной территории по всей стране и активное участие в нём принимало крестьянство, недовольное новыми порядками как светских, так и религиозных магнатов. Его наибольшая интенсивность была засвидетельствована в Великопольше, где уничтожению подвергались костёлы в Гнезне, Познани, Леднице. А также в Силезии, где христианское правительство ещё не окрепло после войны Храброго с Генрихом II, возвращение язычества в 1034—1037 годах уничтожило всю церковную организацию, разрушив столицу епископа, церкви и монастыри (вероятно, назначенный в 1000 году епископом Вроцлавским Йоханнес (Ян), никогда не имел реальной власти в своём епископстве). Упадку христианской власти поспособствовала и нападение чешского князя Бржетислава I в 1038 году на ослабленную и погружённую в мятежи языческую Великопольшу. В Мазовии бывший чашничий Мешко II — Мецлав — провозгласил себя князем и выступил вооружённым походом против Пястов, заключив ранее союз с языческим Поморьем.
Восстание было окончательно подавлено в 40-х годах XI века Казимиром Обновителем при помощи рыцарей немецкого императора и войск русского князя Ярослава Мудрого. В 1047 году мазовшане потерпели поражение в вооружённых столкновениях, в которых погиб Мецлав. После подавления восстания языческие культы снова оказались под запретом, вновь воссозданные языческие святилища и идолы были разрушены и уничтожены. Церковная власть начала расширение церковного управления и восстановление разрушенных церквей.

## Важнейшие даты
- 1029 — Мешко II после заключения союза с лютичами отбил атаку немецкого императора Конрада II.
- 1030 — поход Мешко II на Саксонию в ответ на нападение Конрада II, совершённое в 1029-м году.
- 1032 — Мешко II приносит присягу императору Конраду II.
- 1034 — начало восстания, вызванного так называемой языческой реакцией, которая распространилась по всей стране по причине враждебного отношения к новой религии. Этот период считается началом возвращения к язычеству.
- 1034—1038 — снос собора во Вроцлаве.
- 1037 — вследствие общественного недовольства вспыхнуло народное восстание, направленное против духовенства и власть предержащих.
- 1038 — народный бунт в Великой Польше.
- 1039 — Казимир Обновитель перенёс столицу Польши из Великой Польши в Краков.
- 1047 — Мазовшане окончательно побеждены в серии вооружённых столкновений, в одном из которых погиб Мецлав.
- 1051 — возобновление епископства во Вроцлаве епископом Иеронимом, построен собор.